# Circuit d'Aquitaine
Le Circuit d'Aquitaine est une ancienne course cycliste française, disputée entre 1954 et 1964. De 1954 à 1956, l'épreuve s'appelle le Circuit des Marchés de la Volaille de Valence d'Agen.

## Palmarès
| Année | Vainqueur               | Deuxième         | Troisième        |
| ----- | ----------------------- | ---------------- | ---------------- |
| 1954  | Sergio Celebrowski (en) | Gino Pinton      | Joseph Bianco    |
| 1955  | Francis Siguenza        | Jean Mosello     | Daniel Dihars    |
| 1956  | Pierre Beuffeuil        | Nello Lauredi    | Daniel Dihars    |
| 1957  | René Abadie             | Marcel Queheille | Julien Vasquez   |
| 1958  | Willy Truye             | Nicolas Barone   | Stéphane Lach    |
| 1959  | Gilbert Scodeller       | René Pavard      | André Bar        |
| 1960  | Claude Vallée           | Élie Rascagnères | Emmanuel Busto   |
| 1961  | Gérard Thiélin          | Marcel Camillo   | Luís Otaño       |
| 1962  | Fernand Delort          | Henri Luchsinger | Alban Cauvet     |
| 1963  | Bas Maliepaard          | Pierre Le Mellec | Pierre Beuffeuil |
| 1964  | Manuel Manzano          | Claude Mazeaud   | Louis Rostollan  |

## Liens interne et externe
- Liste des courses cyclistes disparues en France
- Circuit d'Aquitaine sur siteducyclisme.com